# Maleisië op de Olympische Zomerspelen 2016
Maleisië nam deel aan de Olympische Zomerspelen 2016 in Rio de Janeiro, Brazilië. 32 atleten behoorden tot de selectie, actief in tien verschillende sporten. Samen met de ploeg van vier jaar eerder was het de grootste selectie van Maleisië in haar olympische geschiedenis. Badmintonspeler Lee Chong Wei droeg de Maleisische vlag tijdens de openings- en de sluitingsceremonie.
Maleisië won op de Olympische Zomerspelen 2016 vijf medailles, waarvan vier zilver en één brons. Niet eerder was het land zo succesvol op de Spelen. Drie zilveren medailles werden gewonnen in het badminton.

## Medailleoverzicht
| Sport          | Olympiër                          | Onderdeel                | Medaille |
| -------------- | --------------------------------- | ------------------------ | -------- |
| Badminton      | Lee Chong Wei                     | enkelspel (m)            | Zilver   |
| Badminton      | Goh V Shem Tan Wee Kiong          | dubbelspel (m)           | Zilver   |
| Badminton      | Chan Peng Soon Goh Liu Ying       | gemengd dubbelspel       | Zilver   |
| Schoonspringen | Cheong Jun Hoong Pandelela Rinong | 10 m toren synchroon (v) | Zilver   |
| Wielersport    | Azizulhasni Awang                 | keirin (m)               | Brons    |

## Deelnemers en resultaten
(m) = mannen, (v) = vrouwen 

### Atletiek
| Olympiër                  | Discipline       | Resultaat | Prestatie                                              |
| ------------------------- | ---------------- | --------- | ------------------------------------------------------ |
| Nauraj Singh Randhawa     | hoogspringen (m) | 18e       | kwalificatie groep B: 9de met 2,26m (                  |
|                           |                  |           |                                                        |
| Zaidatul Husniah Zulkifli | 100m (v)         | 64e       | voorronde serie 3: 3de in 12,12 serie 8: 8ste in 12,62 |

### Badminton
| Olympiër                        | Discipline     | Resultaat | Prestatie |
| ------------------------------- | -------------- | --------- | --- |
| Lee Chong Wei V                 | enkelspel (m)  | Zilver    | groep A: 1ste W van SUR Opti: 2-0 (21–2, 21–3) W van SIN Liang: 2-0 (21–18, 21–8) kwartfinale: W van TPE Chen: 2-0 (21–9, 21–15) halve finale: W van CHN Lin: 2-1 (15–21, 21–11, 22–20) finale: V van CHN Chen: 0-2 (18–21, 18–21)                                                                                                   |
| Goh V Shem Tan Wee Kiong        | dubbelspel (m) | Zilver    | groep B: 1ste W van GER Fuchs/Schöttler: 2-0 (21–14, 21–17) W van USA Chew/Pongnairat: 2-0 (21–12, 21–10) W van CHN Fu/Zhang: 2-1 (16–21, 21–15, 21–18) kwartfinale: W van KOR Lee/Yoo: 2-1 (17–21, 21–18, 21–19) halve finale: W van CHN Chai/Hong: 2-1 (21–18, 12–21, 21–17) finale: V van CHN Fu/Zhang: 1-2 (21–16, 11–21, 21–23) |
|                                 |                |           | |
| Tee Jing Yi                     | enkelspel (v)  | 14e       | groep K: 2de W van CZE Gavnholt: 2-0 (22–20, 21–15) V van JPN Yamaguchi: 0–2 (18–21, 5–21) |
| Vivian Hoo Kah Mun Woon Khe Wei | dubbelspel (v) | 5e        | groep C: 2de W van GBR Olver/Smith: 2-0 (21–17, 24–22) W van HKG Poon/Tse: 2-0 (21–15, 21–13) V van INA Maheswari/Polii: 0-2 (19–21, 19–21) kwartfinale: V van JPN Matsutomo/Takahashi: 1-2 (16–21, 21–18, 9–21) |
|                                 |                |           | |
| Chan Peng Soon Goh Liu Ying     | dubbelspel (g) | Zilver    | groep C: 2de W van THA Isara/Amitrapai: 2-0 (21–13, 21–19) W van AUS Middleton/Choo: 2-0 (21–17, 21–15) V van INA Ahmad/Natsir: 0-2 (15–21, 11–21) kwartfinale: W van POL Mateusiak/Zięba: 2-0 (21–17, 21–10) halve finale: W van CHN Xu/Ma: 2-0 (21–12, 21–19) finale: V van INA Ahmad/Natsir: 0-2 (14–21, 12–21)                   |

### Boogschieten
| Olympiër                                                     | Discipline      | Resultaat | Prestatie                                                                                             |
| ------------------------------------------------------------ | --------------- | --------- | --- |
| Haziq Kamaruddin                                             | individueel (m) | 33e       | plaatsingsronde: 50ste met 645 punten 1ste ronde: V van USA Garrett: 0–6                              |
| Khairul Anuar Mohamad                                        | individueel (m) | 17e       | plaatsingsronde: 22ste met 665 punten 1ste ronde: W van COL Pila: 6–0 3de ronde: V van GER Floto: 4–6 |
| Mohd Akmal Nor Hasrin                                        | individueel (m) | 33e       | plaatsingsronde: 55ste met 635 punten 1ste ronde: V van ESP Rodríguez: 0–6                            |
| Haziq Kamaruddin Khairul Anuar Mohamad Mohd Akmal Nor Hasrin | team (m)        | 9e        | plaatsingsronde: 12de met 1945 punten 1ste ronde: V van Frankrijk: 2–6                                |

### Gewichtheffen
| Olympiër           | Discipline | Resultaat | Prestatie                                                    |
| ------------------ | ---------- | --------- | ------------------------------------------------------------ |
| Mohd Hafifi Mansor | –69kg (m)  | 12e       | trekken: 12de met 140kg stoten: 10de met 176kg totaal: 316kg |

### Golf
| Olympiër     | Discipline | Resultaat | Prestatie                           |
| ------------ | ---------- | --------- | ----------------------------------- |
| Danny Chia   | mannen     | 48e       | 288 punten: (73-70-70-71) (par +4)  |
| Gavin Green  | mannen     | 47e       | 287 punten: (73-74-72-68) (par +3)  |
|              |            |           |                                     |
| Michelle Koh | vrouwen    | 58e       | 308 punten: (79-71-76-82) (par +24) |
| Kelly Tan    | vrouwen    | 51e       | 297 punten: (78-70-76-73) (par +13) |

### Schietsport
| Olympiër       | Discipline           | Resultaat | Prestatie                                              |
| -------------- | -------------------- | --------- | ------------------------------------------------------ |
| Johnathan Wong | 50m pistool          | 37e       | kwalificatie: 37ste met 535 punten (90-89-91-86-87-92) |
| Johnathan Wong | 10m luchtpistool (m) | 28e       | kwalificatie: 28ste met 574 punten (94-96-96-98-93-97) |

### Schoonspringen
| Olympiër                            | Discipline              | Resultaat | Prestatie                                                                                            |
| ----------------------------------- | ----------------------- | --------- | --- |
| Ahmad Amsyar Azman                  | 3m plank (m)            | 29e       | voorronde: 29ste met 341,70 punten                                                                   |
| Ooi Tze Liang                       | 10m toren (m)           | 22e       | voorronde: 22ste met 379,50 punten                                                                   |
|                                     |                         |           | |
| Cheong Jun Hoong                    | 3m plank (v)            | 21e       | voorronde: 21ste met 282,25 punten                                                                   |
| Ng Yan Yee                          | 3m plank (v)            | 10e       | voorronde: 17de met 299,05 punten halve finale: 5de met 324,75 punten finale: 10de met 306,60 punten |
| Pandelela Rinong                    | 10m toren (v)           | 11e       | voorronde: 6de met 332,45 punten halve finale: 6de met 336,95 punten finale: 11de met 330,45 punten  |
| Nur Dhabitah Sabri                  | 10m toren (v)           | 9e        | voorronde: 8ste met 325,85 punten halve finale: 11de met 307,65 punten finale: 9de met 338,00 punten |
| Cheong Jun Hoong Nur Dhabitah Sabri | 3m plank synchroon (v)  | 5e        | 293,40 punten                                                                                        |
| Cheong Jun Hoong Pandelela Rinong   | 10m toren synchroon (v) | Zilver    | 344,34 punten                                                                                        |

### Wielersport
| Olympiër          | Discipline | Resultaat | Prestatie                                                                                          |
| Baan              | Baan       | Baan      | Baan                                                                                               |
| ----------------- | ---------- | --------- | -------------------------------------------------------------------------------------------------- |
| Azizulhasni Awang | keirin (m) | Brons     | 1ste ronde: 5de (+0,484) herkansingen: 1ste in 10,399 2de ronde: 3de (+0,271) finale: 3de (+0,085) |
|                   |            |           | |
| Fatehah Mustapa   | sprint (v) | 21e       | kwalificatie: 21ste in 11,207                                                                      |

### Zeilen
| Olympiër                 | Discipline       | Resultaat | Prestatie                                   |
| ------------------------ | ---------------- | --------- | ------------------------------------------- |
| Khairulnizam Mohd Afendy | Laser (m)        | 35e       | 281 punten: (38-33-40-33-20-21-47-37-31-28) |
|                          |                  |           |                                             |
| Nur Shazrin Mohd Latif   | Laser Radial (v) | 33e       | 274 punten: (26-33-33-30-33-35-31-26-29-33) |

### Zwemmen
| Olympiër     | Discipline           | Resultaat | Prestatie                |
| ------------ | -------------------- | --------- | ------------------------ |
| Welson Sim   | 200m vrije slag (m)  | 26e       | serie 3: 6de in 1.47,67  |
| Welson Sim   | 400m vrije slag (m)  | 34e       | serie 3: 3de in 3.51,57  |
| Welson Sim   | 1500m vrije slag (m) | 39e       | serie 1: 4de in 15.32,63 |
|              |                      |           |                          |
| Phee Jinq En | 100m schoolslag (v)  | 33e       | serie 2: 2de in 1.10,22  |
| Heidi Gan    | 10km open water (v)  | 21e       | 1:59.07,9                |